# Bandeira de Jalisco
A bandeira de Jalisco o bandeira do estado de Jalisco é um dos símbolos oficiais do estado de Jalisco, uma subdivisão do México. Seu uso foi aprovado em 22 de fevereiro de 2008, durante a gestão do então congreso do estado, com a aprovação de um júri designado para o caso. A bandeira substituiu uma anterior utilizada durante os anos de 1976 ao 2007.

## Desenho e simbolismo

### Descrição
Seu desenho consiste em um retângulo de proporção largura-comprimento de 4:7 dividido em duas faixas verticais de mesma espessura. As cores das faixas são, respctivamente, a partir da esquerda (lado do mastro) azul e ouro. Ao meio das duas faixas está o brasão de armas do estado de Jalisco.

### Cores
As cores da bandeira foram oficialmente definidas pelo Decreto do estado de 22 de fevereiro de 2008.
| Esquema de cor | Azul | Azul        | Amarelo | Amarelo   |
| -------------- | ---- | ----------- | ------- | --------- |
| Pantone        |      | 3425c       |         | Safe      |
| RGB            |      | 0-0-255     |         | 255-255-0 |
| CMYK           |      | 100-0-32-59 |         | 0-0-0-0-0 |
| RGB Hex.       |      | #0000FF     |         | #F1BF00   |

As cores da bandeira são:
- azul: riqueza da agricultura.
- ouro ou amarelo: fazer bom trabalho aos pobres.

## História

Primeira bandeira da Intendencia de Guadalajara em 1825, desenho proposto por Prisciliano Sánchez.

Após a independência do México, Prisciliano Sánchez, ex-governador do estado do Jalisco do ano 1825 a 1826, propôs uma bandeira de transição para a entidade, que consiste em três faixas horizontais, uma em azul e na parte superior e inferior e em dourado no centro; da seguinte disposição: 3/10 superiores, 4/10 centrais ou intermediários e 3/10 inferiores, todos em relação à base horizontal. No centro da bandeira, na barra de ouro, está o brasão, do qual são tiradas as cores da antiga Nova Galiza.

Proposta de bandeira estadual para Jalisco no ano 2001.

Para a comemoração dos 200 anos de fundação do estado de Jalisco, o congresso estadual propôs a criação dos símbolos da entidade, No ano 2001, Manuel Rodríguez propôs a antiga bandeira do ex-governador Priscilano Sánchez. A bandeira foi submetida a um concurso e o desenho do cidadão Luis Havas foi aceito; um processo legislativo começou imediatamente em 22 de fevereiro de 2007, que continuou a ser avaliado e discutido no congresso de Jalisco ao tempo de um ano, culminando em 22 de fevereiro de 2008. quando uma bandeira da entidade foi oficialmente aprovada.
No 7 de maio de 2011, o congresso estadual autorizou a lei dos símbolos do estado (publicada no diário oficial do estado), sendo Jalisco o primeiro estado mexicano a ter uma bandeira oficial. No 16 de junho de 2023, Enrique Alfaro, o governador do estado de Jalisco, comemora os 200 anos de liberdade e soberania com o povo de Jalisco. A celebração contou com o hasteamento da Bandeira do estado e a entoação do Himno do estado.

### Bandeiras históricas

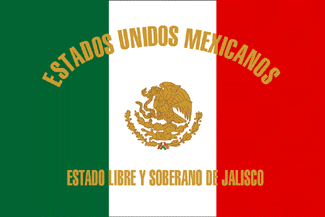
Bandeira de Jalisco (1972–1998)
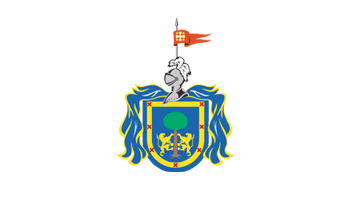
Bandeira de Jalisco (1998-2008)
Bandeira de Jalisco (2008-2011)